# Wereldbeker rodelen 2022/2023
De wereldbeker rodelen (op kunstijsbanen) in het seizoen 2022/2023 ving aan op 3 december 2022 en eindigde op 26 februari 2023. De competitie wordt georganiseerd door de Fédération Internationale de Luge de Course (FIL).
De competitie omvatte dit seizoen negen weekenden op zeven banen in zes landen met vier onderdelen bij het rodelen. Zowel bij de mannen als vrouwen individueel en dubbel. Dit laatste onderdeel, vrouwendubbel, stond voor de eerste maal op het programma. Bij drie wedstrijden werd er een sprintwedstrijd georganiseerd. Bij zes wedstrijden werd er een landenwedstrijd georganiseerd waarover eveneens een wereldbekerklassement werd opgemaakt.
Alle titels gingen het vorige seizoen naar Duitsland. Bij de mannen naar Johannes Ludwig (individueel) en het duo Toni Eggert en Sascha Benecken (dubbel), bij de vrouwen naar Julia Taubitz (individueel) en het landenklassement werd gewonnen.
Dit seizoen behaalde de Italiaan Dominik Fischnaller de algemene eindzege en de eindzege in het sprintklassement, de Duitser Felix Loch de eindzege individueel. Julia Taubitz (vrouwen individeel), het Duitse duo Tobias Wendl/Tobias Arlt en het Italiaanse duo Andrea Vötter/Marion Oberhofer behaalden de eindoverwinningen in de drie mogelijke klassementen. Duitsland won weer het landenklassement.

## Wereldbekerpunten
In elke wereldbekerwedstrijd zijn afhankelijk van de behaalde plaats een vast aantal punten te verdienen. De rodelaar met de meeste punten aan het eind van het seizoen wint de wereldbeker. De top 24 bij de solisten en de top 20 bij de dubbel na de eerste run gaan verder naar de tweede run, de overige deelnemers krijgen hun punten toegekend op basis van hun klassering na de eerste run. De onderstaande tabel geeft de punten per plaats weer.
| Plaats | 1   | 2  | 3  | 4  | 5  | 6  | 7  | 8  | 9  | 10 | 11 | 12 | 13 | 14 | 15 | 16 | 17 | 18 | 19 | 20 | 21 | 22 | 23 | 24 | 25 | 26 | 27 | 28 | 29 | 30 | 31 | 32 | 33 | 34 | 35 | 36 | 37 | 38 | 39 | 40+ |
| Punten | 100 | 85 | 70 | 60 | 55 | 50 | 46 | 42 | 39 | 36 | 34 | 32 | 30 | 28 | 26 | 25 | 24 | 23 | 22 | 21 | 20 | 19 | 18 | 17 | 16 | 15 | 14 | 13 | 12 | 11 | 10 | 9  | 8  | 7  | 6  | 5  | 4  | 3  | 2  | 1   |

## Mannen individueel

### Uitslagen
| Datum | Plaats       | Opmerking | Eerste              | Tweede              | Derde               |
| --- | ------------ | --------- | ------------------- | ------------------- | ------------------- |
| 04/12/2022 | Igls         |           | Nico Gleirscher     | Jonas Müller        | Wolfgang Kindl      |
| 04/12/2022 | Igls         | Sprint    | Nico Gleirscher     | Wolfgang Kindl      | Dominik Fischnaller |
| 09/12/2022 | Whistler     |           | Felix Loch          | Wolfgang Kindl      | Dominik Fischnaller |
| 16/12/2022 | Park City    |           | Dominik Fischnaller | Felix Loch          | David Gleirscher    |
| 17/12/2022 | Park City    | Sprint    | Dominik Fischnaller | David Gleirscher    | Felix Loch          |
| 08/01/2023 | Sigulda      |           | Kristers Aparjods   | Max Langenhan       | Dominik Fischnaller |
| 14/01/2023 | Sigulda *    |           | Max Langenhan       | Felix Loch          | Kristers Aparjods   |
| 27 tot en met 29 januari 2023: Wereldkampioenschappen rodelen 2023 in Oberhof (telt niet mee voor wereldbeker) |              |           |                     |                     |                     |
| 04/02/2023 | Altenberg    |           | Max Langenhan       | Dominik Fischnaller | Felix Loch          |
| 11/02/2023 | Winterberg   |           | Max Langenhan       | Jonas Müller        | Felix Loch          |
| 12/02/2023 | Winterberg   | Sprint    | Max Langenhan       | Jonas Müller        | Felix Loch          |
| 18/02/2023 | Sankt Moritz |           | Max Langenhan       | Felix Loch          | Kristers Aparjods   |
| 26/02/2023 | Winterberg   |           | Max Langenhan       | Jonas Müller        | Nico Gleirscher     |

* De wereldbeker op 14 januari in Sigulda, tevens het Europees kampioenschap, stond oorspronkelijk in Lillehammer, Noorwegen op het programma.

## Mannen dubbel

### Uitslagen
| Datum | Plaats       | Opmerking | Eerste                                    | Tweede                                | Derde                                            |
| --- | ------------ | --------- | ----------------------------------------- | ------------------------------------- | ------------------------------------------------ |
| 03/12/2022 | Igls         |           | Oostenrijk Juri Gatt Ricardo Schöpf       | Oostenrijk Thomas Steu Lorenz Koller  | Oostenrijk Yannick Müller Armin Frauscher        |
| 04/12/2022 | Igls         | Sprint    | Oostenrijk Yannick Müller Armin Frauscher | Letland Mārtiņš Bots Roberts Plūme    | Duitsland Hannes Orlamünder Paul Gubitz          |
| 10/12/2022 | Whistler     |           | Duitsland Toni Eggert Sascha Benecken     | Duitsland Tobias Wendl Tobias Arlt    | Oostenrijk Juri Gatt Ricardo Schöpf              |
| 16/12/2022 | Park City    |           | Duitsland Toni Eggert Sascha Benecken     | Oostenrijk Juri Gatt Ricardo Schöpf   | Duitsland Tobias Wendl Tobias Arlt               |
| 17/12/2022 | Park City    | Sprint    | Duitsland Tobias Wendl Tobias Arlt        | Duitsland Toni Eggert Sascha Benecken | Oostenrijk Yannick Müller Armin Frauscher        |
| 08/01/2023 | Sigulda      |           | Letland Mārtiņš Bots Roberts Plūme        | Duitsland Tobias Wendl Tobias Arlt    | Italië Emanuel Rieder Simon Kainzwaldner         |
| 14/01/2023 | Sigulda *    |           | Duitsland Tobias Wendl Tobias Arlt        | Letland Mārtiņš Bots Roberts Plūme    | Letland Eduards Ševics-Mikeļševics Lūkass Krasts |
| 27 tot en met 29 januari 2023: Wereldkampioenschappen rodelen 2023 in Oberhof (telt niet mee voor wereldbeker) |              |           |                                           |                                       |                                                  |
| 04/02/2023 | Altenberg    |           | Duitsland Toni Eggert Sascha Benecken     | Duitsland Tobias Wendl Tobias Arlt    | Letland Mārtiņš Bots Roberts Plūme               |
| 11/02/2023 | Winterberg   |           | Duitsland Tobias Wendl Tobias Arlt        | Duitsland Toni Eggert Sascha Benecken | Letland Mārtiņš Bots Roberts Plūme               |
| 12/02/2023 | Winterberg   | Sprint    | Duitsland Tobias Wendl Tobias Arlt        | Duitsland Toni Eggert Sascha Benecken | Oostenrijk Juri Gatt Ricardo Schöpf              |
| 18/02/2023 | Sankt Moritz |           | Duitsland Tobias Wendl Tobias Arlt        | Duitsland Toni Eggert Sascha Benecken | Letland Mārtiņš Bots Roberts Plūme               |
| 25/02/2023 | Winterberg   |           | Duitsland Tobias Wendl Tobias Arlt        | Duitsland Toni Eggert Sascha Benecken | Oostenrijk Juri Gatt Ricardo Schöpf              |

* De wereldbeker op 14 januari in Sigulda, tevens het Europees kampioenschap, stond oorspronkelijk in Lillehammer, Noorwegen op het programma.

## Vrouwen individueel

### Uitslagen
| Datum | Plaats       | Opmerking | Eerste           | Tweede            | Derde             |
| --- | ------------ | --------- | ---------------- | ----------------- | ----------------- |
| 03/12/2022 | Igls         |           | Madeleine Egle   | Emily Sweeney     | Julia Taubitz     |
| 04/12/2022 | Igls         | Sprint    | Madeleine Egle   | Emily Sweeney     | Julia Taubitz     |
| 09/12/2022 | Whistler     |           | Madeleine Egle   | Julia Taubitz     | Merle Fräbel      |
| 16/12/2022 | Park City    |           | Dajana Eitberger | Emily Sweeney     | Julia Taubitz     |
| 17/12/2022 | Park City    | Sprint    | Julia Taubitz    | Dajana Eitberger  | Brittney Arndt    |
| 08/01/2023 | Sigulda      |           | Dajana Eitberger | Elīna Ieva Vītola | Julia Taubitz     |
| 14/01/2023 | Sigulda *    |           | Anna Berreiter   | Dajana Eitberger  | Elīna Ieva Vītola |
| 27 tot en met 29 januari 2023: Wereldkampioenschappen rodelen 2023 in Oberhof (telt niet mee voor wereldbeker) |              |           |                  |                   |                   |
| 04/02/2023 | Altenberg    |           | Julia Taubitz    | Anna Berreiter    | Dajana Eitberger  |
| 11/02/2023 | Winterberg   |           | Julia Taubitz    | Anna Berreiter    | Emily Sweeney     |
| 12/02/2023 | Winterberg   | Sprint    | Julia Taubitz    | Kendija Aparjode  | Merle Fräbel      |
| 18/02/2023 | Sankt Moritz |           | Dajana Eitberger | Julia Taubitz     | Anna Berreiter    |
| 25/02/2023 | Winterberg   |           | Madeleine Egle   | Lisa Schulte      | Anna Berreiter    |

* De wereldbeker op 14 januari in Sigulda, tevens het Europees kampioenschap, stond oorspronkelijk in Lillehammer, Noorwegen op het programma.

## Vrouwen dubbel

### Uitslagen
| Datum | Plaats       | Opmerking | Eerste                                          | Tweede                                          | Derde                                           |
| --- | ------------ | --------- | ----------------------------------------------- | ----------------------------------------------- | ----------------------------------------------- |
| 03/12/2022 | Igls         |           | Oostenrijk Selina Egle Lara Kipp                | Duitsland Jessica Degenhardt Cheyenne Rosenthal | Italië Andrea Vötter Marion Oberhofer           |
| 04/12/2022 | Igls         | Sprint    | Oostenrijk Selina Egle Lara Kipp                | Italië Andrea Vötter Marion Oberhofer           | Letland Anda Upīte Sanija Ozoliņa               |
| 10/12/2022 | Whistler     |           | Italië Andrea Vötter Marion Oberhofer           | Oostenrijk Selina Egle Lara Kipp                | Duitsland Jessica Degenhardt Cheyenne Rosenthal |
| 16/12/2022 | Park City    |           | Italië Andrea Vötter Marion Oberhofer           | Duitsland Jessica Degenhardt Cheyenne Rosenthal | Canada Caitlin Nash Natalie Corless             |
| 17/12/2022 | Park City    | Sprint    | Oostenrijk Selina Egle Lara Kipp                | Italië Andrea Vötter Marion Oberhofer           | Duitsland Jessica Degenhardt Cheyenne Rosenthal |
| 08/01/2023 | Sigulda      |           | Letland Anda Upīte Sanija Ozoliņa               | Verenigde Staten Chevonne Forgan Sophia Kirkby  | Duitsland Jessica Degenhardt Cheyenne Rosenthal |
| 14/01/2023 | Sigulda *    |           | Italië Andrea Vötter Marion Oberhofer           | Letland Anda Upīte Sanija Ozoliņa               | Duitsland Jessica Degenhardt Cheyenne Rosenthal |
| 27 tot en met 29 januari 2023: Wereldkampioenschappen rodelen 2023 in Oberhof (telt niet mee voor wereldbeker) |              |           |                                                 |                                                 |                                                 |
| 04/02/2023 | Altenberg    |           | Italië Andrea Vötter Marion Oberhofer           | Duitsland Jessica Degenhardt Cheyenne Rosenthal | Oostenrijk Selina Egle Lara Kipp                |
| 11/02/2023 | Winterberg   |           | Duitsland Jessica Degenhardt Cheyenne Rosenthal | Oostenrijk Selina Egle Lara Kipp                | Italië Andrea Vötter Marion Oberhofer           |
| 12/02/2023 | Winterberg   | Sprint    | Letland Anda Upīte Sanija Ozoliņa               | Italië Andrea Vötter Marion Oberhofer           | Italië Nadia Falkensteiner Annalena Huber       |
| 18/02/2023 | Sankt Moritz |           | Duitsland Jessica Degenhardt Cheyenne Rosenthal | Italië Andrea Vötter Marion Oberhofer           | Letland Viktorija Ziediņa Selīna Zvilna         |
| 25/02/2023 | Winterberg   |           | Oostenrijk Selina Egle Lara Kipp                | Duitsland Jessica Degenhardt Cheyenne Rosenthal | Italië Andrea Vötter Marion Oberhofer           |

* De wereldbeker op 14 januari in Sigulda, tevens het Europees kampioenschap, stond oorspronkelijk in Lillehammer, Noorwegen op het programma.

## Landenwedstrijd
De landenwedstrijden vinden plaats in de vorm van een soort estafette, waarbij de volgende rodelslee van het team pas van start mag gaan als de voorgaande rodelslee is gefinisht, de startvolgorde kan per wedstrijd verschillen.

### Uitslagen
| Datum | Plaats       | Eerste                                                                    | Tweede                                                                         | Derde                                                                            |
| --- | ------------ | ------------------------------------------------------------------------- | ------------------------------------------------------------------------------ | -------------------------------------------------------------------------------- |
| 10/12/2022 | Whistler     | Duitsland Julia Taubitz Felix Loch Toni Eggert / Sascha Benecken          | Letland Elīna Ieva Vītola Kristers Aparjods Mārtiņš Bots / Roberts Plūme       | Oostenrijk Madeleine Egle Wolfgang Kindl Juri Gatt / Ricardo Schöpf              |
| 08/01/2023 | Sigulda      | Letland Elīna Ieva Vītola Kristers Aparjods Mārtiņš Bots / Roberts Plūme  | Duitsland Dajana Eitberger Felix Loch Tobias Wendl / Tobias Arlt               | Verenigde Staten Emily Sweeney Tucker West Zachary DiGregorio / Sean Hollander   |
| 15/01/2023 | Sigulda *    | Letland Elīna Ieva Vītola Kristers Aparjods Mārtiņš Bots / Roberts Plūme  | Duitsland Anna Berreiter Max Langenhan Tobias Wendl / Tobias Arlt              | Italië Sandra Robatscher Dominik Fischnaller Emanuel Rieder / Simon Kainzwaldner |
| 27 tot en met 29 januari 2023: Wereldkampioenschappen rodelen 2023 in Oberhof (telt niet mee voor wereldbeker) |              |                                                                           |                                                                                |                                                                                  |
| 05/02/2023 | Altenberg    | Oostenrijk Madeleine Egle Wolfgang Kindl Yannick Müller / Armin Frauscher | Duitsland Julia Taubitz Max Langenhan Toni Eggert / Sascha Benecken            | Letland Elīna Ieva Vītola Kristers Aparjods Mārtiņš Bots / Roberts Plūme         |
| 19/02/2023 | Sankt Moritz | Duitsland Dajana Eitberger Max Langenhan Tobias Wendl / Tobias Arlt       | Verenigde Staten Emily Sweeney Tucker West Zachary DiGregorio / Sean Hollander | Oostenrijk Madeleine Egle Nico Gleirscher Thomas Steu / Lorenz Koller            |
| 26/02/2023 | Winterberg   | Oostenrijk Madeleine Egle Wolfgang Kindl Jonas Müller / Ricardo Schöpf    | Duitsland Anna Berreiter Max Langenhan Toni Eggert / Sascha Benecken           | Verenigde Staten Emily Sweeney Tucker West Zachary DiGregorio / Sean Hollander   |

* De wereldbeker op 15 januari in Sigulda, tevens het Europees kampioenschap, stond oorspronkelijk in Lillehammer, Noorwegen op het programma.
1977/1978 · 
1978/1979 · 
1979/1980 · 
1980/1981 · 
1981/1982 · 
1982/1983 · 
1983/1984 · 
1984/1985 · 
1985/1986 · 
1986/1987 · 
1987/1988 · 
1988/1989 · 
1989/1990 · 
1990/1991 · 
1991/1992 · 
1992/1993 · 
1993/1994 · 
1994/1995 · 
1995/1996 · 
1996/1997 · 
1997/1998 · 
1998/1999 · 
1999/2000 · 
2000/2001 · 
2001/2002 · 
2002/2003 · 
2003/2004 · 
2004/2005 · 
2005/2006 · 
2006/2007 · 
2007/2008 · 
2008/2009 · 
2009/2010 ·
2010/2011 ·
2011/2012 ·
2012/2013 ·
2013/2014 ·
2014/2015 ·
2015/2016 ·
2016/2017 ·
2017/2018 ·
2018/2019 · 
2019/2020 ·
2020/2021 ·
2021/2022 ·
2022/2023 ·
2023/2024 ·
2024/2025
Alpineskiën ·
Biatlon ·
Bobsleeën ·
Freestyleskiën ·
Langlaufen ·
Noordse combinatie ·
Rodelen ·
Schaatsen (junioren) ·
Schansspringen ·
Shorttrack ·
Skeleton ·
Snowboarden